# Париж — Рубе U19
Париж — Рубе U19 (фр. Paris-Roubaix Juniors) — шоссейная однодневная велогонка, проходящая по территории Франции с 2003 года. Является юниорской версией мужской гонки Париж — Рубе.

## История
Гонка была создана в 2003 году по инициативе спортивного директора юниорской команды VC Roubaix Джона Малеза. Она была организована Vélo-Club de Roubaix и проходила под названием Pavé de Roubaix перед гонкой Париж — Рубе U23 в рамках национального календаря. В 2004 году была проведена перед гонкой Париж — Рубе.
В 2005 году стала международной, а соглашение с A.S.O. позволяет ей сменить название на Paris-Roubaix Juniors. В 2008 году вошла в календарь UCI Men Juniors Nations’ Cup для гонщиков в возрасте 17 и 18 лет.
В феврале 2019 года гонщик Джон Дегенкольб, победитель Париж — Рубе 2015, провёл кампанию по сбору 10 000 евро, необходимых для проведения гонки, находившейся под угрозой отмены. Дегенколб пожертвовал 2500 евро, а вся необходимая сумма была собрана за один день. Дополнительные средства предназначены для финансирования будущих изданий гонки и будут использованы Amis de Paris-Roubaix, ассоциацией добровольцев, которые стремятся поддерживать брусчатые участки классика в хорошем состоянии.
С 2019 года в честь Джона Дегенкольба вручается приз лучшему брусчатому гонщику John Degenkolb Trophy. А с 2020 года брусчатый участок Hornaing à Wandignies-Hamage, самый длинный в профессиональной гонке и являющийся первым брусчатым участоком в гонке юниоров, получил название в честь Джона Дегенкольба.
В 2020 году гонка была отменена из-за пандемии COVID-19.
Дистанция гонки составляет около 110 километров, из которых около 30 км составляют брусчатые участки, называемые паве (фр. pavé).

## Призёры
| Год  | Победитель          | Второй            | Третий             |          |
| ---- | ------------------- | ----------------- | ------------------ | -------- |
| 2003 | Энтони Колин        | Давид Деру        | Брэм Винд          |          |
| 2004 | Герайнт Томас       | Иэн Стэннард      | Тун Деклерк        |          |
| 2005 | Михаэль Бар         | Клас Лодевик      | Жером Бонье        |          |
| 2006 | Раймонд Кредер      | Дрис Ингельс      | Свен Вандоселаре   |          |
| 2007 | Фабьен Тайфер       | Йенс Дебюшер      | Паоло Локателли    |          |
| 2008 | Эндрю Фенн          | Петер Саган       | Этьен Федриго      |          |
| 2009 | Гийом Ван Кейрсбулк | Арно Демар        | Барри Маркус       |          |
| 2010 | Яспер Стёйвен       | Даниэль Маклэй    | Лоусон Крэддок     |          |
| 2011 | Флориан Сенешаль    | Алексис Гужар     | Мартен Ван Трейп   |          |
| 2012 | Мадс Вюрц Шмидт     | Антони Тюржис     | Джонатан Диббен    |          |
| 2013 | Мадс Педерсен       | Натан Ван Хойдонк | Тео Гэйган Харт    |          |
| 2014 | Магнус Бак Кларис   | Каспер Педерсен   | Энцо Ваутерс       |          |
| 2015 | Брам Велтен         | Паскаль Энкхорн   | Стан Девулф        |          |
| 2016 | Ярно Мобах          | Нильс Экхофф      | Танги Тюржис       |          |
| 2017 | Том Пидкок          | Дан Хооле         | Матиас Ларсен      |          |
| 2018 | Льюис Аски          | Самуэле Манфреди  | Маттиас Скельмосе  |          |
| 2019 | Хидде ван Венендал  | Уго Тумире        | Ларс Бовен         |          |
| 2020 | отменено            | отменено          | отменено           | отменено |
| 2021 | Стиан Фредхейм      | Алек Сегерт       | Пер Странд Хагенес |          |
| 2022 | Нильс Мишотт        | Ромет Паджур      | Леандр Лозуэ       |          |
| 2023 | Матис Гризель       | Оскар Чемберлен   | Теодор Шторм       |          |
| 2024 | Jakob Omrzel        | Erazem Valjavec   | Axel Van den Broek |          |